# Tsuba

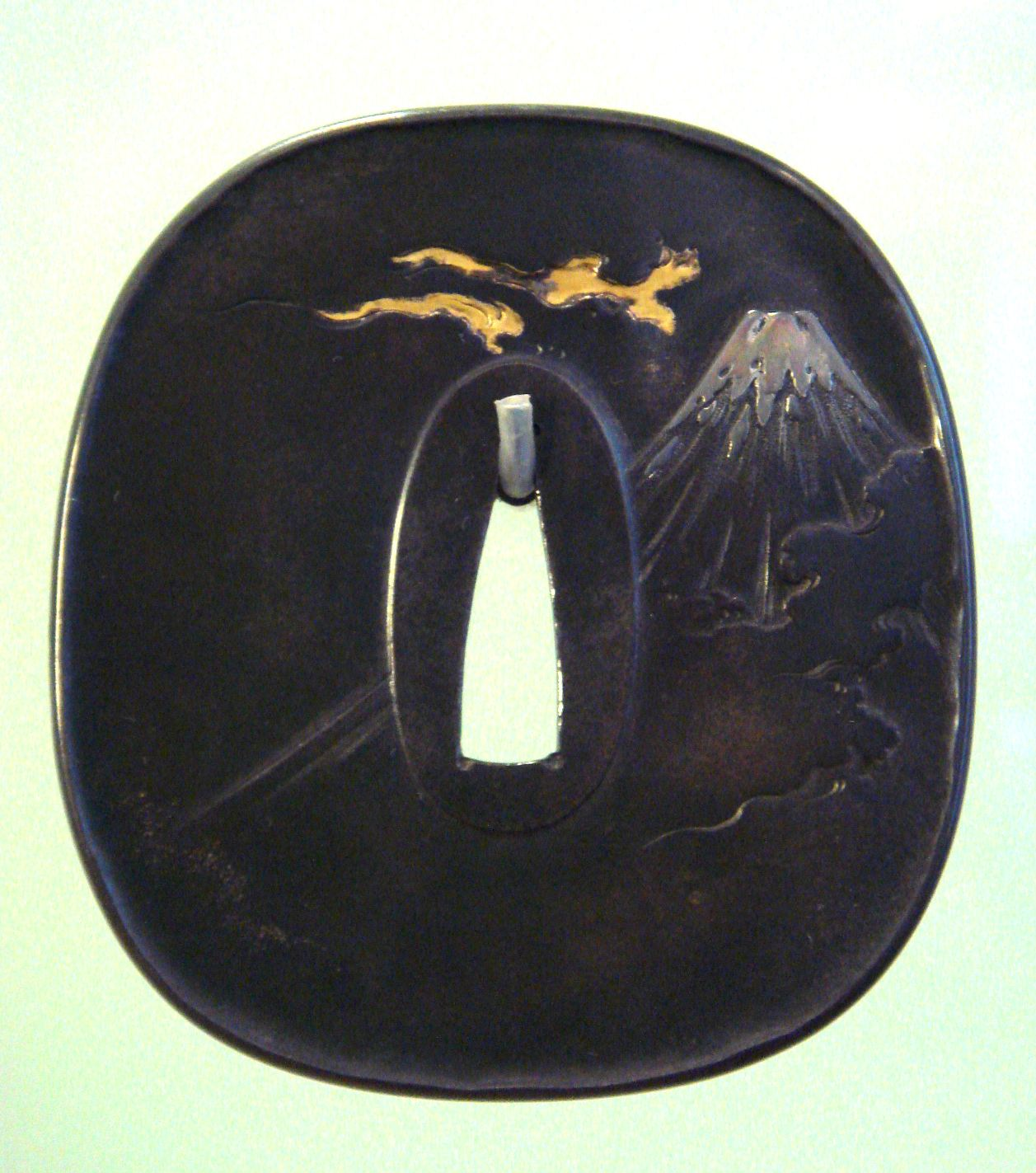
Tsuba

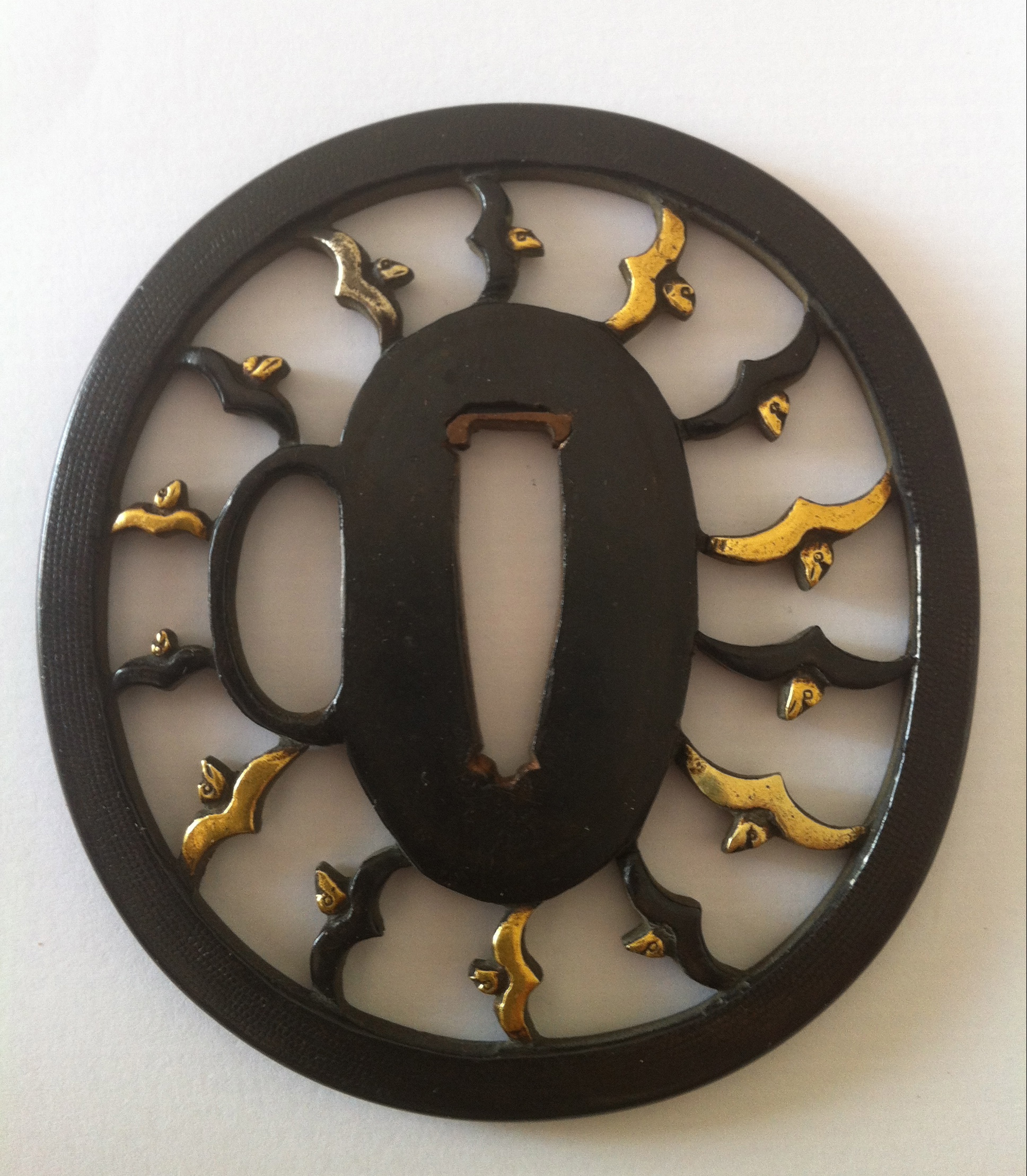
Tsuba in shakudo - Mille falchi in volo

Tsuba (鍔 oppure 鐔) è il vocabolo nipponico indicante la guardia della spada giapponese.

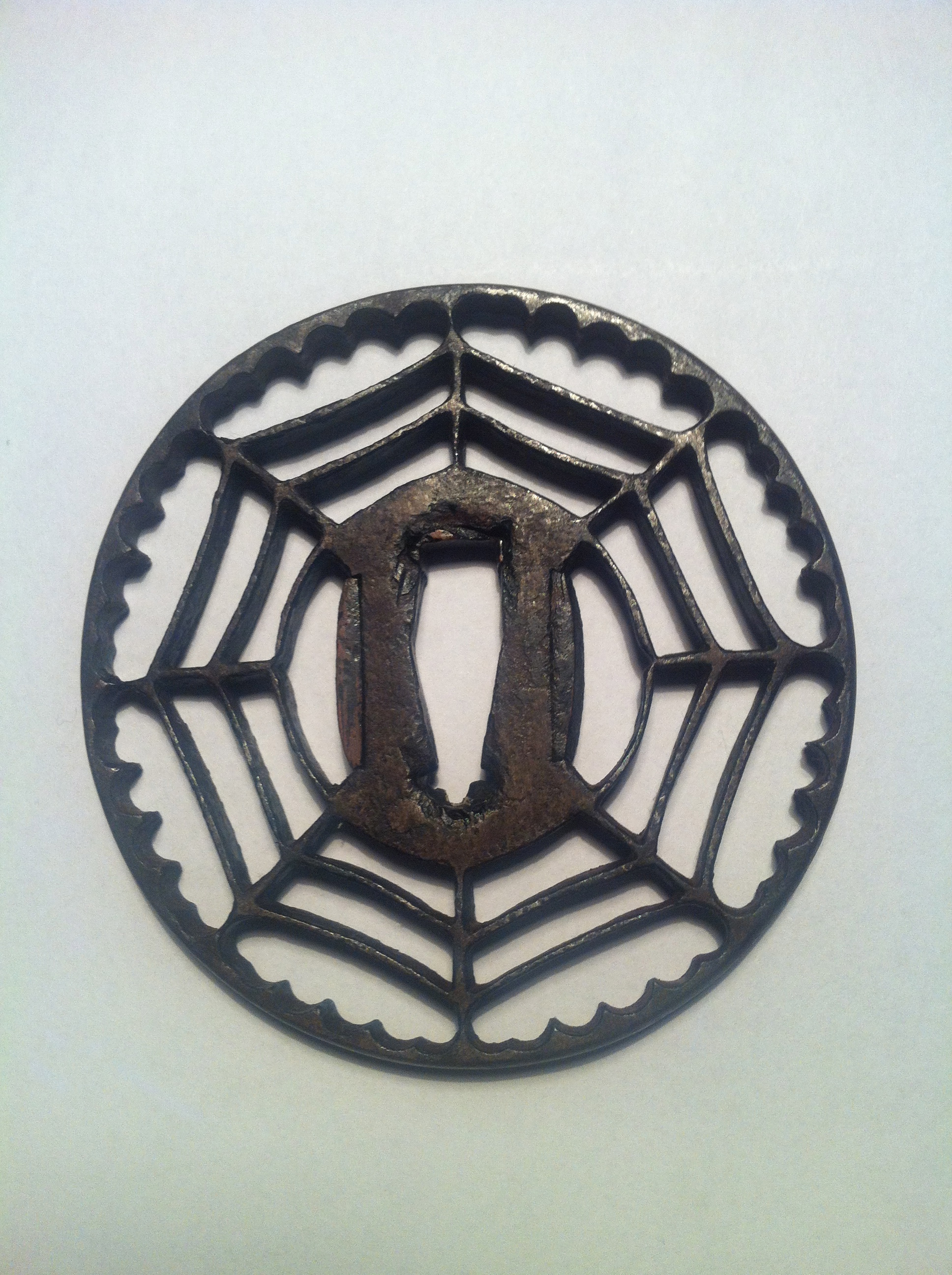
Sukashi Tsuba con Nagako-Ana (centrale, più lungo), Kozuka-Hitsu e Kogai-Hitsu (laterali)

## Storia
Gli tsuba quali oggi li conosciamo apparvero in Giappone non prima dell'VIII secolo (Periodo Nara), seppur alcuni esemplari rinvenuti datino al VI secolo, al principio del Periodo Asuka. Durante il periodo Muromachi (1333-1573) e il Periodo Azuchi-Momoyama (1573-1603) gli tsuba, massicciamente prodotti, erano più funzionali che decorativi, più solidi sia nel materiale che nella forma. Invece, durante il lungo periodo di pace civile che caratterizzò il periodo Edo (1603-1868), lo tsuba divenne ornamentale e fatto di materiali meno pratici, come l'oro.

## Costruzione
Lo tsuba è generalmente tondo (o leggermente ovoidale) o vagamente quadrato e posto in fondo alla lama delle spade giapponesi subito sotto l'Habaki (collare) e sopra l'impugnatura in tutti i tipi di spada o pugnale giapponese: katana, wakizashi, hamidashi, ecc.

Le dimensioni variano a seconda della spada su cui lo tsuba è montato:
- nel katana, il diametro dello tsuba è circa 7,5-8 cm;
- nel wakizashi, il diametro dello tsuba è circa 6,2-6,6 cm;
- nel tantō, il diametro dello tsuba è circa 4,5–6 cm

Possono essere trovati in un'ampia varietà di metalli come ferro, acciaio, ottone, rame e shakudō, che è una lega di oro e rame, molto attraente per la sua patina di ossido color blu scuro-viola.
Le parti componenti lo tsuba sono:
- Nagako-Ana (中心孔 oppure 中心穴) - buco nella tsuba per inserire la lama
- Kozuka-Hitsu (小柄櫃) - buco nella tsuba per inserire il Kozuka
- Kogai-Hitsu (笄櫃) - buco nella tsuba per inserire il Kogai[2]

Gli tsuba sono generalmente finemente decorati e sono degli oggetti da collezionismo molto comuni.

La produzione dei pezzi era affidata a vere e proprie dinastie di artigiani specializzati nella realizzazione dello tsuba. Questi manufatti altamente decorati erano non solo oggetti da collezionismo ma veri e propri cimeli di famiglia passati da una generazione all'altra. Famiglie giapponesi con radici Samurai a volte hanno il loro disegno araldico (mon) inciso su una tsuba.
Come il guardamano di tutte le altre armi bianche, lo tsuba contribuisce al controllo dell'arma (il dito indice destro generalmente è tenuto sullo tsuba) e alla protezione per la mano. Date le sue ridotte dimensioni, però, esercita più un tipo di difesa "passiva", evitando che la mano scivoli dall'impugnatura alla lama, piuttosto che "attiva", essendo troppo piccola per poter efficacemente proteggere l'arto dell'utente da un fendente della lama nemica.

Parimenti, lo tsuba, insieme al habaki, viene impiegato dallo spadaccino durante gli scontri di forza con l'avversario negli "scontri" a spinta durante i quali i due contendenti cercano di guadagnare una miglior posizione per il colpo. Nella scherma giapponese, questa mossa è chiamata appunto "tsubazeriai" (鍔迫り合い) , cioè "spingere una tsuba contro l'altra".

## Evoluzioni linguistiche
Il vocabolo "Tsubazeriai" è oggi il nome di una rivista comune nel moderno kendō ed ha una sua propria valenza linguistica autonoma con il significato di "essere in aspro conflitto".